# Briefbund (Partnerbörse)

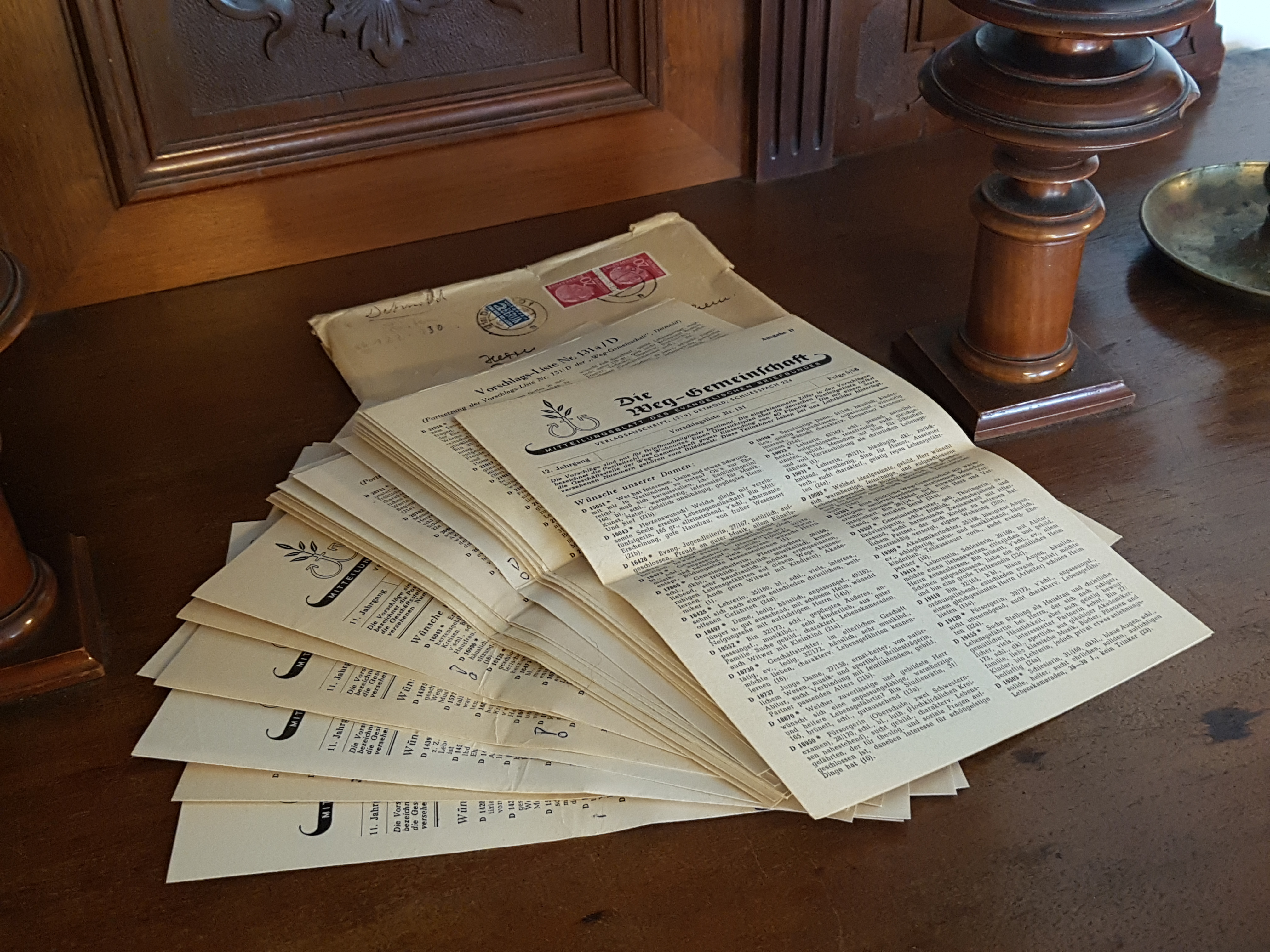
Vorschlagslisten eines Ehe-Briefbundes mit unauffälligem Versandumschlag von 1956, noch mit 1- bzw. 2-stelligen Postleitzahlen und Zusatz-Marke „Notopfer Berlin“

Als Briefbund – selten auch als Briefzirkel – bezeichnete man im 20. Jahrhundert eine damals verbreitete Form der Partnervermittlung und Eheanbahnung, die mittels per Post versandter Briefe Partnersuchende zueinander führte. In der Regel mussten hierzu die Suchenden in einen meist kommerziell geführten „Bund“ eintreten, konnten diesem eine eigene kurze Selbstdarstellung zukommen lassen und erhielten dann regelmäßig Listen mit anonymisierten Kurzdarstellungen zahlreicher anderer Bund-Mitglieder. Im Grunde handelte sich also um eine frühe Form heutiger Online-Partnervermittlungen und Singlebörsen. Wegen der damals üblicherweise erwünschten Diskretion bei der Partnersuche wurde jedoch verschleiernd von einem Briefbund (als Kommunikationsform) gesprochen, auch wenn es gar keinen Bund im eigentlichen Sinne gab, der die Gruppe als Ganzes zusammenhielt und es insbesondere nicht um den Austausch von Gedanken innerhalb der gesamten Gruppe ging, sondern um das Herstellen von Kontakten einzelner Gruppenmitglieder zu Unbekannten. Jeder Briefbund hatte eine zentrale Organisationsstelle mit einer Mitgliederkartei, Betreiber waren meist privatwirtschaftliche Agenturen, doch gab es auch Briefbünde unter dem Dach der Kirche.

## Funktionsweise

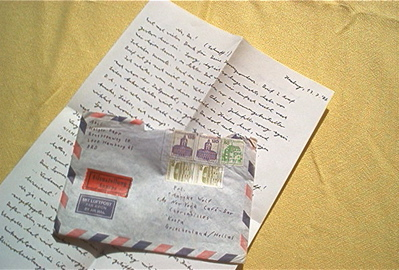
Handgeschriebener persönlicher Brief, hier mit Luftpostumschlag

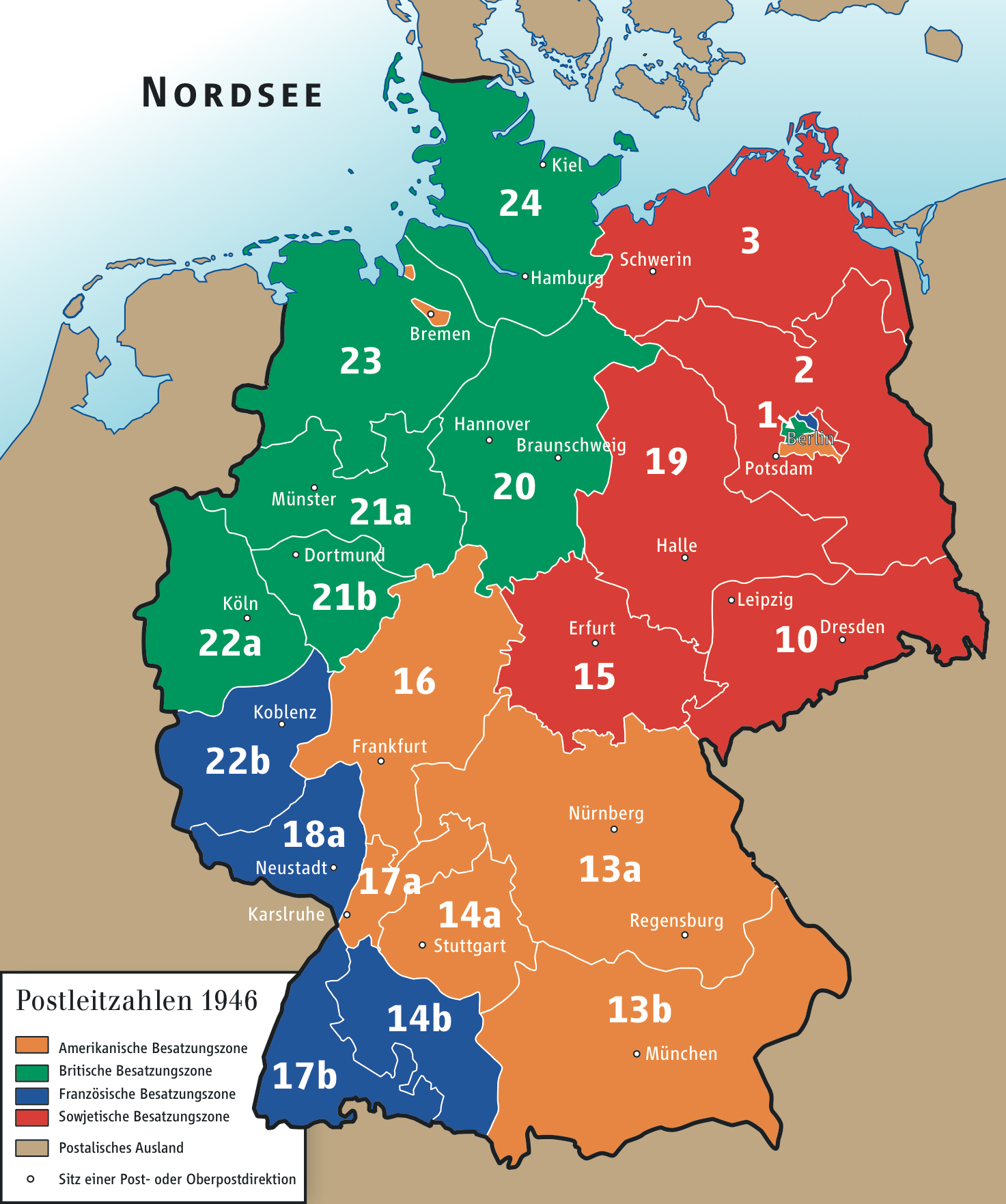
Das noch recht grobe Postleitzahlen-System der Nachkriegszeit

Der Briefbund nahm eine Zwischenstellung ein zwischen einer individuellen Kontaktanzeige, die eine suchende Person in einer Zeitung oder Zeitschrift ihrer Wahl selbst schaltete, und einer klassischen Heiratsvermittlung, bei der ein Mitarbeiter der Vermittlungsagentur für die Suchenden aus der großen Menge anderer Partnersuchender nach eigenen Kriterien passende Profile möglicher Partner heraussuchte.
Das persönliche Kennenlernen wurde beim Briefbund also durch einen Briefwechsel eingeleitet, genau wie bei einer Zeitungsanzeige. Ein Vorteil des Briefbundes war jedoch, dass die Suchenden nicht in kleiner Zahl in oft täglich erscheinenden Zeitungen zu finden waren, sondern in umfangreichen Vorschlagslisten, getrennt nach Geschlechtern. Durch diese deutlich zielgerichtetere Kommunikation zwischen „Sender“ und „Empfänger“ versprach ein Briefbund höhere Erfolgsaussichten. Hinzu kam, dass alle Mitglieder denselben Status hatten und nicht wie bei der Zeitungsanzeige eine Person sich anbietet und jemand Anderes aus sicherer Position heraus auswählt.
Die Briefbund-Betreiber warben üblicherweise vor allem in den Heiratsanzeige-Rubriken der Zeitungen. Jeder Leser konnte also eine Briefbund-Zentrale anschreiben und erhielt einen Prospekt mit den konkreten Teilnahmebedingungen. Üblich war, dass man gegen eine geringe Gebühr Mitglied auf Zeit werden konnte, diese Mitgliedschaft gegen weitere Gebühren verlängern konnte und als neues Mitglied einmalig eine Anzeige aufgeben konnte. Alle Mitglieder erhielten dann periodisch Vorschlagslisten aller anderen noch suchenden Mitglieder zugesandt, in der Regel der Diskretion wegen in neutralen Umschlägen, zum Teil sogar ohne Absenderangabe.
Aus den Listen konnte man sich, wie bei einer Zeitung auch, interessierende Anzeigen heraussuchen und beantworten. Da die Anzeigen anonymisiert waren, lief die Korrespondenz zunächst über die Briefbund-Zentrale. In den 1950er-Jahren hatten weite Teile der Bevölkerung noch kein eigenes Telefon, doch gab es im Vergleich zu heute ein deutlich dichteres Netz an Briefkästen, die zudem häufiger geleert wurden, so dass die Kommunikation per Post durchaus üblich und das Mittel der Wahl war. Hinzu kam, dass Telefonzellen anfangs noch selten, teuer und oft besetzt waren und sich durch mäßige Schalldämmung nicht gut für Kennenlerngespräche eigneten.
Standard-Angaben in jeder Anzeige waren Alter, Größe und PLZ-Bereich des Wohnorts. Da das Vorkriegs-Postleitzahlensystem in ähnlicher Form bis 1962 (BRD) / 1964 (DDR) galt, ließ sich damit der Wohnort auf ungefähr 100 km genau lokalisieren, erst danach trat das 4-stellige PLZ-System in Kraft, das per se etwas detaillierter war.
Manche Organisationen befassten sich über das Herausgeben und Versenden der Vorschlagslisten zusätzlich damit, Partner, die nach ihrer Meinung gut zusammen passen, aufeinander aufmerksam zu machen, übernahmen so also Tätigkeiten eines Ehevermittlers.

## Geschichtliche Entwicklung

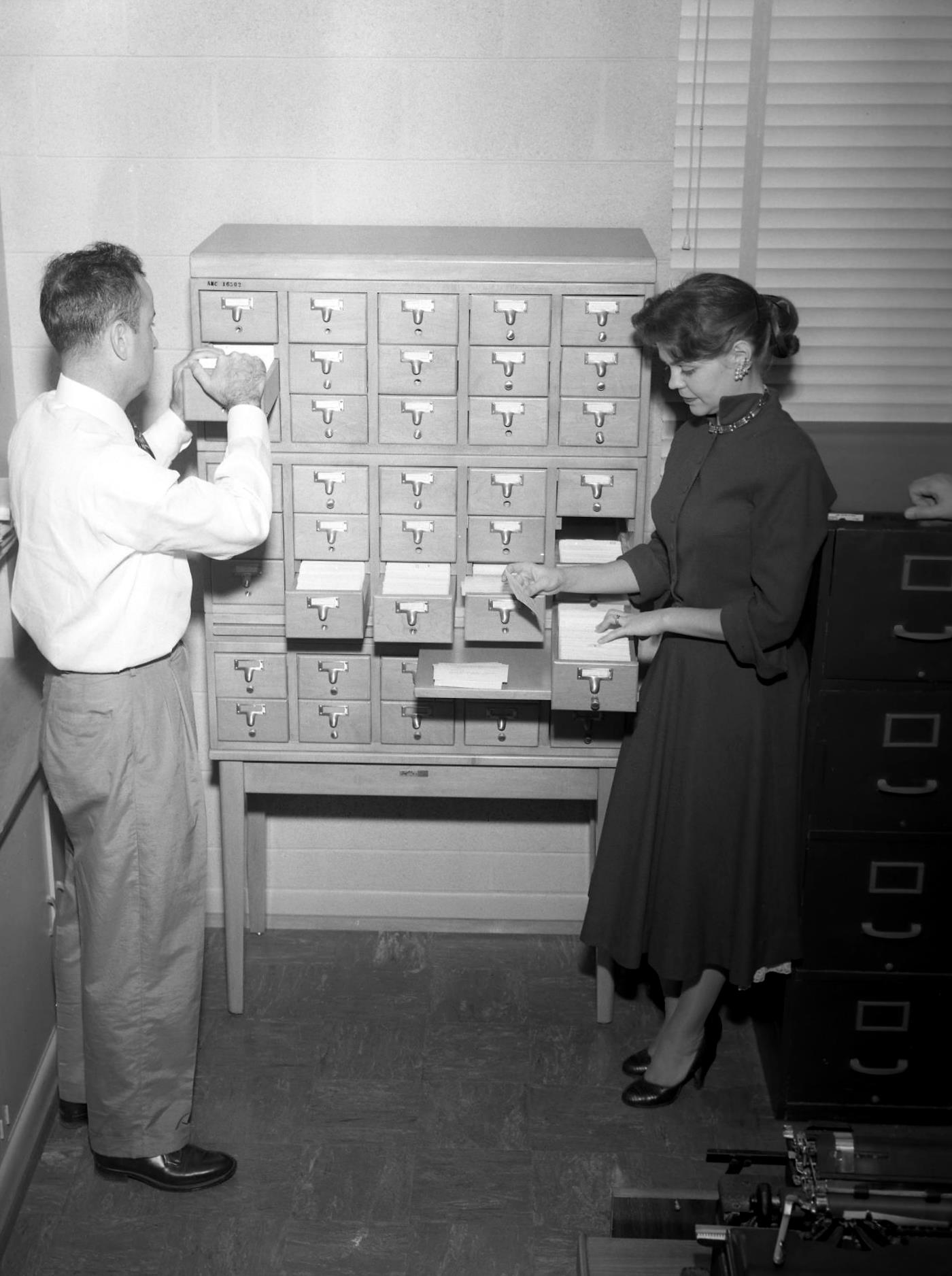
Zettelbasierte Kartei (1962)

Kurz nach dem Ersten Weltkrieg, der in Mitteleuropa vor allem die männliche Bevölkerung stark dezimierte, warb der deutsche Briefbund:

„Der deutsche Briefbund ermöglicht auf vornehme, ideale Art, durch Ansichtskartentausch und Briefwechsel, ein Sichkennenlernen. Herren und Damen aller Stände vertreten. Verlangen Sie Bundesschrift gegen 50 Pfg.
Verlag deutscher Briefbund / Nürnberg, Webersplatz 11“

Kurz nach dem Zweiten Weltkrieg nennt ein Ratgeber für Partnersuchende eine wesentliche Innovation bei einem der zahlreichen Briefbünde:

„Bei einer Organisation ist neuartig, daß dem Briefzirkel ein Bildzirkel angeschlossen ist. Von den eingesandten Aufnahmen werden Reproduktionen angefertigt und in Listen, ebenfalls mit Nummern versehen, zusammengestellt. Man kann also an Fräulein 7777, die einem ausnehmend gut gefällt, schreiben, ohne daß diese es nötig hat, an soundsoviele Männer ihr Bild zu schicken.“

Zu dieser Zeit gab es bereits eine ganze Reihe von Organisationen, deren Partnerlisten zum Teil mit Auflagen bis zu 10.000 Stück gedruckt wurden. Die Partnersuche mittels Briefbund gewann an Bedeutung gegenüber der klassischen Zeitungsanzeige und der professionellen Ehevermittlung:

„Nicht jede Partnersuche mit gewerblicher Hilfe bedeutet nun aber, daß der Klient hohe Gebühren anerkennen und sich womöglich noch zu ihrer Zahlung nötigen lassen muß. Es gibt billigere Möglichkeiten: den Eintritt in einen Briefbund.“

Im Jahr 1967 wurde eine eingehende Untersuchung der Universität Köln unter René König veröffentlicht. Der Autor Frank Mertesdorf untersucht unter dem Oberbegriff Vermittlungen sowohl klassische Anbahnungen, die er Institute nennt, sowie Briefbünde. Insgesamt gab es zu dieser Zeit nach Auskunft des Bundesverbandes der Ehevermittler e. V., Stuttgart, knapp 200 Vermittlungen in der Bundesrepublik Deutschland (BRD). Diese waren teilweise nur in bestimmten Regionen, für bestimmte Konfessionen oder für bestimmte sozio-ökonomische Schichten (z. B. Adlige) tätig. Fast alle Vermittlungen waren auf Gewinnerzielung ausgerichtet, lediglich einige wenige staatliche und kirchliche Organisationen begnügten sich in der Regel mit Kostendeckung. An staatlichen Einrichtungen waren in der Untersuchung lediglich zwei zu ermitteln, die nur in der Vergangenheit bestanden (1917–19 sowie 1936–45). An kirchlichen Einrichtungen nennt der Autor fünf katholische Eheanbahnungs-Institute (das erste gegründet 1934 in Frankfurt) sowie einen evangelischen Briefbund (gegründet 1949 in Düsseldorf). Die Mitgliedschaftsgebühr betrug bei Briefbünden im Durchschnitt 30 DM für eine Mindestlaufzeit von drei Monaten und damit nur etwa halb so hoch wie bei Instituten, die zudem meist eine einjährige Laufzeit forderten. Die von Suchenden selbst aufzugebene Anzeige in den Briefbünden kostete durchschnittlich knapp 25 Pfennig pro Wort. Im Falle einer erfolgreichen Suche (insbesondere einer Heirat) wurde ein Honorar fällig, das jedoch nicht einklagbar war.
Bei einem der untersuchten Briefbünde waren detailliertere Erhebungen möglich. Während des Untersuchungszeitraums von einem halben Jahr schrieben Männer im Durchschnitt fast vier verschiedene Frauen an, Frauen hingegen nur zwei Männer. Dies führt der Autor zum Teil auf die „relativ niedrige“ Mitgliederzahl bei den Männern zurück. Die Briefbund-Mitglieder hielten sich damals bezüglich Alter, Größe und sozialer Schicht „durchaus an die üblichen Orientierungen in der Partnerwahl“, so kontaktierten Männer durchweg Frauen, die jünger waren, wobei die Altersunterschiede umso größer wurden, je älter die Briefschreiber waren. Die 50-jährigen schrieben an durchschnittlich fast 24 Jahre jüngere Frauen. Die Frauen dagegen schrieben fast nur an Briefbundmitglieder, die älter als sie waren, und zwar bei allen Jahrgängen ziemlich konstant um 5 bis 7 Jahre. Auch die bevorzugte Körpergröße und berufliche Orientierung hat der Autor untersucht.
Die Bedeutung, welche die Briefbünde trotz weiterhin bestehender Tabuisierung des Themas Partnersuche auch nach der 68er-Bewegung nach wie vor hatten, zeigt sich darin, dass sie ein Ratgeber für guten Sprachstil für einen (zu korrigierenden) Beispielsatz heranzieht:

„Freudig erregt, teile ich Ihnen mit, daß ich durch Ihren Briefbund und fabelhafte Organisation einen Partner fürs Leben gefunden habe.“

Auch in den 1980er-Jahren finden sich noch Anzeigen diverser Briefbünde in den Heirats-Rubriken der Zeitungen. Erst mit der Verbreitung des Internet in den 1990er Jahren und dem kurz darauf folgenden Aufkommen von Online-Partnervermittlungen und Singlebörsen endete die Zeit der Briefbünde.

## Beispiele
Die folgenden Beispiele für Briefbünde sind grob chronologisch (nach ihrer heutigen Nachweisbarkeit) sortiert.
- Deutscher Briefbund, Nürnberg (mindestens 1920), Webersplatz 11[1]
- Neuland-Brief-Bund Wien (mindestens 1920 bis 1940), Leitung: K. Maurer, Wien, Postfach 15[5]
- Briefbund Treuhelf Charlotte Oehmig, Meerane (Sachsen) (mindestens 1940 bis 1950)[6][7]
- Die Weg-Gemeinschaft (1945 bis mindestens 1986), nach eigenen Angaben (1969 und 1986) „größte evangelische Eheanbahnung“ (privatwirtschaftlich), Leitung: Elfriede Herrmann, Detmold, Hermannstr. 1
- Amicus-Briefbund (für homosexuelle Männer), Berlin (ab 1948, mit Lizenz der amerikanischen Besatzungsbehörden)[8]
- Treuland-Briefbund (für evangelische Ehewillige), München (mindestens 1949), Vertrauensstelle Schönkirchen W O bei Kiel[9]
- Briefbund der evangelischen Kirche, Düsseldorf (ab 1949 bis mindestens 1967, Name noch nicht ermittelt)[10]
- Wegweiser-Briefbund Erna Wäscher, Ulm, Radgasse 16 (Anzeige von 1956)[11]
- Briefbund Kontakt, Bad Salzuflen[12]
- Sappho-Briefbund (für homosexuelle Frauen), Berlin-Steglitz (ab 1968)[8]
- Howi-Briefbund, Aachen (mindestens 1977), Kleinkölnstr. 17[13]